# Ji'an (Jiangxi)
Ji'an is een stadsprefectuur in het westen van de zuidelijke  provincie Jiangxi, Volksrepubliek China.